# Myrrhinium atropurpureum
Myrrhinium es un género monotípico de arbustos o pequeños árboles pertenecientes a la familia Myrtaceae. Su única especie: Myrrhinium atropurpureum Schott in K.P.J.Sprengel, Syst. Veg. 4(2): 404 (1827) es originaria de Sudamérica, especialmente de Colombia, Ecuador, Perú, Brasil, Argentina y Uruguay.

## Descripción
Es un pequeño árbol que alcanza los 3-4 metros de altura. La corteza es persistente y oscura. Las hojas perennifolias de color verde oscuro, simples, opuestas, elíptico-lanceoladas, de borde íntegro, glabras, con la nervadura principal hundida. Las flores se encuentran en cimas corimbosas directamente sobre ramas y ramillas leñosas, los pétalos son carnosos de color blanco perlado y los estambres largos de color rojo, muy vistosos. Florece a fines de invierno y principio de primavera. Su fruto es una baya ovoide de 5 milímetros de diámetro, de color negro, con persistencia de restos florales. Fructifica en verano y otoño.

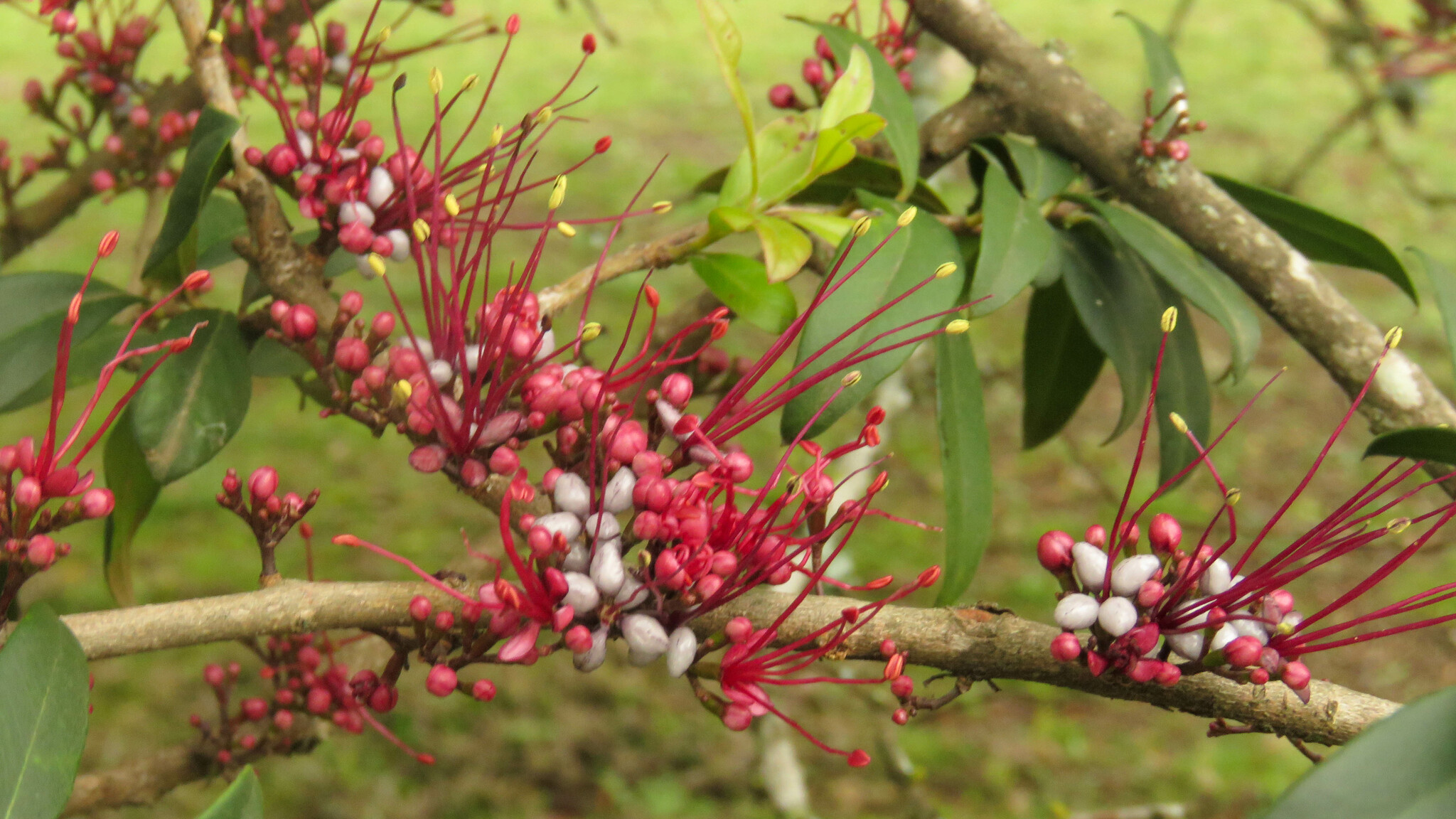
Palo de fierro en flor

## Hábitat
Crece en bosques multiespecíficos, serranos y ribereños.

## Variedades ySinonimia
var. atropurpureum. Del sudeste de Brasil.
- Felicianea rubriflora Cambess. in A.F.C.de Saint-Hilaire, Fl. Bras. Merid. 2: 375 (1833).

var. octandrum Benth., Pl. Hartw.: 131 (1844). De Colombia, Ecuador, Perú, Brasil, Argentina y Uruguay. 
- Myrrhinium octandrum (Benth.) Mattos, Loefgrenia 78: 2 (1983).
- Tetrastemon loranthoides Hook. & Arn., Bot. Misc. 3: 318 (1833).
- Myrrhinium peruvianum O.Berg, Linnaea 26: 438 (1855).
- Myrrhinium rubriflorum O.Berg in C.F.P.von Martius & auct. suc. (eds.), Fl. Bras. 14(1): 466 (1857), nom. illeg.
- Myrrhinium sarcopetalum Lem., Rev. Hort., IV, 7: 444 (1858).
- Myrrhinium salicinum Gand., Bull. Soc. Bot. France 65: 26 (1918).
- Myrrhinium lanceolatum Burret, Notizbl. Bot. Gart. Berlin-Dahlem 15: 508 (1941).
- Myrrhinium loranthoides (Hook. & Arn.) Burret, Notizbl. Bot. Gart. Berlin-Dahlem 15: 508 (1941).[1]

## Usos
Su madera es muy dura, produce buena leña y carbón. Es de gran valor como planta ornamental por su floración y también es usada en artesanías por su fácil tallado. Actualmente se cree que está en vía de extinción por lo que se deberían proteger y educar a las personas que suelen utilizarlo  ya que su valor ecológico es muy grande 
se dice que llegan a vivir 1000 años

## Nombres comunes
Palo de fierro, socará, maitín, palo de lata.